# Earnley
Earnley – wieś w Anglii, w hrabstwie West Sussex, w dystrykcie Chichester. Leży 10 km na południowy zachód od miasta Chichester i 97 km na południowy zachód od Londynu. W 2001 miejscowość liczyła 447 mieszkańców.